# Levene landskommun
Levene landskommun var en tidigare kommun i dåvarande Skaraborgs län.

## Administrativ historik
När kommunbegreppet infördes i samband med att 1862 års kommunalförordningar trädde i kraft inrättades över hela landet cirka 2 400 landskommuner. I samband därmed inrättades Levene socken i Viste härad i Västergötland som kommun.
Vid kommunreformen 1952 bildade den storkommun tillsammans med landskommunerna Long, Sparlösa och Slädene.
Den 1 januari 1957 överfördes till kommunen ett område omfattande en areal av 0,27 km², varav 0,26 km² land, och 108 invånare från Ryda landskommun.
Den 1 januari 1967 upplöstes kommunen och samtliga delar uppgick i Vara köping som 1971 ombildades till Vara kommun.
Kommunkoden var 1952-1966 1607.

### Kyrklig tillhörighet
I kyrkligt hänseende tillhörde kommunen Levene församling. Den 1 januari 1952 tillkom församlingarna Long, Slädene och Sparlösa. Från 2002 till 2017 omfattade Levene församling samma område som Levene landskommun sedan 1952.

## Geografi
Levene landskommun omfattade den 1 januari 1952 en areal av 91,13 km², varav 90,93 km² land.

### Tätorter i kommunen 1960
| Tätort       | Folkmängd |
| ------------ | --------- |
| Stora Levene | 511       |
| Håkantorp    | 218       |

Tätortsgraden i kommunen var den 1 november 1960 29,6 procent.

## Politik

### Mandatfördelning i valen 1950-1962
| 1 | 6 | 1 | 3 | 2 | 7 |

| 20 |

| 1 | 7 | 3 | 3 | 6 |

| 20 |

| 2 | 4 | 2 | 3 | 3 | 6 |

| 20 |

|  | 9 | 8 | 6 | 11 |

| 33 |

| 2 | 8 | 9 | 5 | 11 |

| 33 |

| 7 | 2 | 10 | 4 | 12 |

| 32 |

|  | 9 | 10 | 4 | 11 |

| 31 |